# Stormswept
Pour plus de détails, voir Fiche technique et Distribution.
Stormswept est un film américain réalisé par Robert Thornby, sorti en 1923.

## Fiche technique
- Titre : Stormswept
- Réalisation : Robert Thornby
- Scénario : H. H. Van Loan et Winifred Dunn
- Photographie : Ben F. Reynolds
- Pays d'origine : États-Unis
- Format : Noir et blanc - 1,33:1 - Film muet
- Genre : drame
- Date de sortie : 1923

## Distribution
- Wallace Beery : William McCabe
- Noah Beery : Shark Moran
- Virginia Brown Faire : Ann Reynolds
- Arline Pretty (en) : Helda McCabe